# Kiyosu

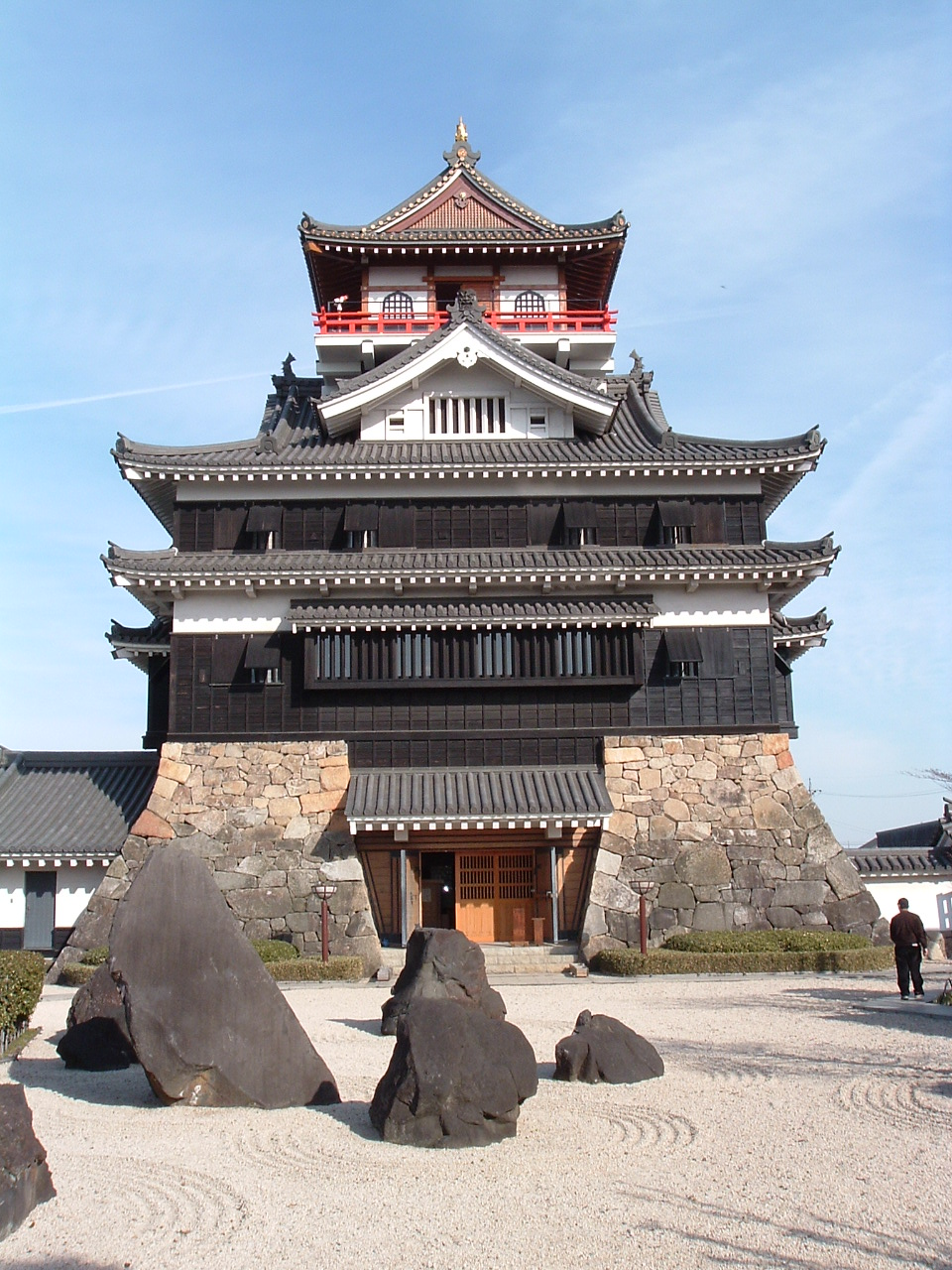
Castelul din Kiyosu

Kiyosu (清須市 Kiyosu-shi?) este un municipiu din Japonia, prefectura Aichi.